# Бурдей (жилище)
Бурдей, бурдой, бурдюг, халупа (рум. bordei, молд. бордей) — разновидность простой полуземлянки, жилище молдавских ремесленников и крестьян в XVII—XIX веках.

## История
Бурдеи строили в степи на займищах: в выкопанной яме ставили четыре стенки с плота, вокруг них нагребали землю, сверху монтировали кровлю и всё вместе обмазывали глиной с кизяком и накрывали кураём. Окнами служили небольшие округлые отверстия, закрытые зелёным стеклом. Внутри бурдея из камня строили печь для обогрева помещения и выпечки хлеба. Еду варили на очаге (яма, где помещался котёл, под которым разжигали костёр). Бурдей никогда не запирали. Любой из путешественников в отсутствие хозяина мог войти в жилище, приготовить себе пищу и отдохнуть.
Данный вид жилища был распространён во многих странах Европы. Бытовали также на Украине, в том числе на юге Подолья.

## Восточная Европа
В таких странах, как Румыния, бурдей строились для всей семьи. Таким образом, румынские хижины могут иметь несколько комнат, подвал и гостиную. В описаниях, оставленных иностранными путешественниками, путешествовавших по территории между Дунаем и Карпатами несколько столетий назад, бурдей, естественно, фигурирует как уникальный акцент, характерный для этой местности. Летом 1597 года голландец Йорис ван дер Доус по пути в Исмаил проезжал через несколько деревень, жители которых жили в хижинах. Монах-иезуит Филипп Аврил пишет в 1639 году о домах, зарытых в землю, которые он встречает в Мунтении. Игнац Стефан Райсевич в 1788 году характеризирует дома в нижней части Валахии так: «Жилища в сельской местности, как правило, очень плохи и представляют картину запустения и нищеты. Дома, которые по праву можно назвать норами, строятся под землей и называются бурдеями. Издалека виден только дым на трубах и почти только крыша, которая расположена так низко над землей, что сверху растет трава. Жители бегут с больших дорог и ищут долину или засоренное место для поселения, чтобы не быть замеченными прохожими и избежать грабежей и посягательств».
Бурдеи были распространены и в Украине, в зависимости от региона они использовались в разных целях. Например, в Карпатах это было сезонное жилище пастухов. В степовой Украине бурдеи были основным видом жилья, которое бытовало вместе с наземными хатами.